# Aellopos tripunctata
Aellopos tripunctata är en fjärilsart som beskrevs av Butler 1877. Aellopos tripunctata ingår i släktet Aellopos och familjen svärmare. Inga underarter finns listade i Catalogue of Life.